# Joshua Ryne Goldberg

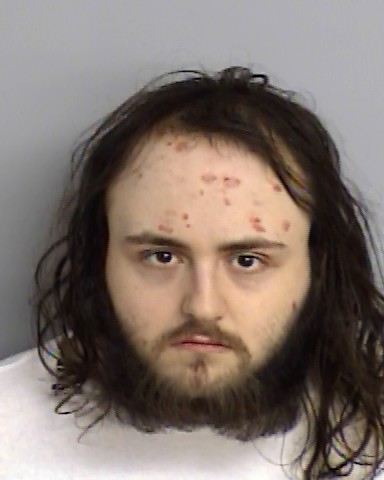
Joshua Ryne Goldberg, 2018

Joshua Ryne Goldberg (* 14. Mai 1995) ist ein US-Amerikaner, der als Internet-Troll bekannt wurde. Er gab sich unter dem Pseudonym „Australi Witness“ als Unterstützer des Terrornetzwerks Islamischer Staat in Australien aus. 2015 wurde er wegen Verbreitung von Informationen zur Herstellung von Massenvernichtungswaffen und Unterstützung der Vorbereitung eines Terroranschlags verhaftet und letztendlich zu zehn Jahren Haft verurteilt.

## Aktivitäten als „Australi Witness“
Goldberg baute bis Mai 2015 eine Internet-Identität als in Australien lebender libanesischer Flüchtling, „Soldat des IS“ und „Mudschahed“ unter dem Twitter-Account „Australi Witness“ auf, der durch öffentliche Terrorbefürwortung ins Blickfeld von Medien und Behörden geriet.
So rief er im Vorfeld einer Veranstaltung zu Mohammed-Karikaturen in Garland (Texas) über Twitter auf, mit „Waffen, Bomben oder Messern“ dort zu erscheinen. Nachdem zwei muslimische Männer beim Angriff auf das Curtis Culwell Center von Polizeibeamten getötet worden waren, pries Australi Witness diese online als Märtyrer. Des Weiteren rief er zu Attacken gegen den australischen Karikaturisten Larry Pickering auf, der ebenfalls Mohammed gezeichnet hatte. Pickering war bereits Anfang 2015 nach dem Anschlag auf Charlie Hebdo vorübergehend unter Polizeischutz gestellt worden. Über Twitter verbreitete Australi Witness auch ein 50-seitiges E-Book mit Hilfestellungen für Freiwillige, die sich dem Islamischen Staat im Nahen Osten als Kämpfer anschließen wollen würden. Zu diesem Zeitpunkt hatte der Account 410 Follower.
Australi Witness bestritt im Nachhinein, „explizit“ zu Anschlägen in Texas aufgerufen zu haben, geriet aber dennoch fest ins Visier der australischen Ermittlungsbehörden, da nach einer vom Parlament unter Tony Abbott verabschiedeten Gesetzesverschärfung in Australien nicht mehr nachgewiesen werden muss, dass Attentäter direkt auf Anweisung eines Provokateurs gehandelt haben. Damit wurden auch öffentliche Dschihad-Fantasien oder Trollbeiträge potentiell strafbar. Terrorexpertin Rita Katz, die auch als Beraterin der US-Regierung fungierte, vermutete hinter dem Account eine hochrangige Person aus internationalen Dschihadisten-Kreisen, die zu einem „harten Kern“ von Personen gehöre, die stetig andere für Angriffe anwerben. Andrew Zammit wies dagegen darauf hin, dass Fake-Accounts und Anonymität zu Misstrauen gegenüber derartigen Accounts führten. Im Juli 2015 rief Australi Witness zu mehreren Bombenanschlägen auf, unter anderem auf Synagogen in Melbourne und Perth.
Neben öffentlicher Terrorunterstützung zeichnete Australi Witness auch verantwortlich für Hetzkampagnen gegen Personen und Organisationen. So behauptete er, eine Verbindung zur muslimischen Aktivistin Mariam Veiszadeh zu haben und für Amnesty International tätig zu sein.
Im Mai 2015 wurde in Melbourne ein 17-jähriger Australier verhaftet, der eine Bombenbauanleitung sowie die zugehörigen Baumaterialien besaß. In einem Park der Nähe seines Wohnortes waren bereits zwei Rohrbomben zur Explosion gebracht worden. Der Jugendliche hatte zuvor Online-Kontakte zu Goldberg gehabt.

## Identitätsdiebstähle
Goldberg konnte später auch mit einer Reihe von Identitätsdiebstählen in Verbindung gebracht werden. Bereits 2008 begann er, unter dem Namen des US-amerikanischen Karikaturisten Ben Garrison rassistische Hetzbotschaften zu verbreiten und dessen Karikaturen so zu entstellen, dass sie antisemitische Botschaften enthielten. Auch Fotos von Garrison wurden verbreitet und seine Familie belästigt, insbesondere durch White-Supremacy-Kreise. Von Garrison beauftragte Ermittler konnten Jahre später Goldberg als Urheber der Verleumdungen ermitteln. Goldberg betrieb verschiedene Accounts auf den Plattformen reddit, 4chan und The Daily Stormer, unter denen er sich als Neonazi ausgab und tausende antisemitische und rassistische Hassbeiträge hinterließ.
Unter dem Namen des bekannten Anwalts Josh Bornstein errichtete Goldberg im April 2015 einen Blog bei der Times of Israel, veröffentlichte dort einen Hetzartikel, in dem Bornstein scheinbar zur „Vernichtung“ der Palästinenser aufrief und verbreitete den Eintrag unter seinem Twitter-Account. Der Identitätsdiebstahl war zunächst auf Kreise amerikanischer Neonazis zurückgeführt worden, konnte jedoch durch private Kommunikation des Account-Betreibers später Goldberg zugeordnet werden. Auch unter dem Namen der Aktivistin Tanya Cohen veröffentlichte Goldberg Beiträge auf mehreren bekannten Websites.
Die feministische Aktivistin Caitlin Roper wurde von Goldberg imitiert, nachdem sie sich dafür eingesetzt hatte, das Computerspiel Grand Theft Auto V in Australien wegen gewalttätiger und sexistischer Inhalte verbieten zu lassen. Unter ihrem Namen verunglimpfte Goldberg trans Menschen. Im Rahmen der GamerGate-Kontroverse um Sexismus in Computerspielen war er unter seinem realen Account massiv beteiligt und betrieb zudem den Blog „Philosophy of Rape“, wo er unter anderem schrieb: „Huren und Feminazis müssen durch Vergewaltigung auf ihren Platz verwiesen werden.“
Außerdem errichtete er ein gefälschtes Facebook-Profil der australischen Journalistin Elise Potaka und einen Twitter-Account unter dem Namen des muslimischen Predigers Junaid Thorne. Unter dem Namen Thornes führte er scheinbar Gespräche mit (potentiellen) Dschihadisten, die teilweise erklärten, für Amnesty oder andere Menschenrechtsorganisation zu arbeiten. Später stellte sich heraus, dass auch diese Dschihadisten-Accounts von Goldberg selbst betrieben worden waren, um die Organisationen in Verruf zu bringen.

## Aufdeckung und Verhaftung
Potaka und Thorne waren die ersten, die Goldberg durch eigene Recherchen mit den gefälschten Accounts in Verbindung bringen konnten. Gemeinsam mit dem Journalisten Luke McMahon konfrontierte Potaka in der Folge Goldberg online, der sich ihnen gegenüber mit seinen Aktionen und weiteren Troll-Personas brüstete. Ihre Analysen führten schließlich auch zur Verbindung von Goldberg zum Account Australi Witness. Potakas Arbeitgeber Fairfax Media übergab die Recherchen der Australian Federal Police, die im Juni Ermittlungen durchführte und sich anschließend an die US-Behörden wandte. Ein verdeckter Ermittler des FBI nahm ab Juli 2015 Kontakt mit Goldberg auf und gab sich als anschlagsbereiter Extremist aus. Zwischen dem 19. und 28. August 2015 ließ Goldberg der Kontaktperson daraufhin mehrfach Informationen zukommen, um eine Bombe zu konstruieren, die mutmaßlich bei einem Anschlag am 13. September auf einer Gedenkveranstaltung für Opfer der Terroranschläge am 11. September 2001 in Kansas City zum Einsatz kommen sollte. Die Explosion der Bombe kündigte Australi Witness Ende August auch den Betreibern eines BBC News Blogs durch eine E-Mail an. Obwohl die Nachricht auch lächerliche und offensichtlich erfundene Inhalte hatte, leiteten die Empfänger sie an die Polizei weiter.
Am 11. September 2015 wurde Goldberg nach weiteren Ermittlungen in Orange Park (Florida) an seinem Wohnsitz im Haus seiner Eltern verhaftet. Er gestand, für die Accounts „Australi Witness“, „AusWitness“ und „AusSecret“ verantwortlich zu sein.

## Beweggründe
Goldberg, dessen Eltern jüdischen Glaubens sind, hatte offenbar keine reale Verbindung zum islamistischen Terrorismus oder dessen Zielen. Bezüglich des geplanten Anschlags gab er an, er habe gehofft, der potentielle Attentäter werde sich beim Bau der Bombe selbst in die Luft sprengen, ansonsten habe er die Behörden informieren und das Verdienst für die Verhinderung des Anschlags für sich in Anspruch nehmen wollen.
Goldberg war bereits in den Jahren zuvor als Internet-Troll aufgefallen und aus mehreren Online-Communities ausgeschlossen worden. Er gab sich selbst als Verfechter absoluter Meinungsfreiheit zu erkennen. Viele Opfer seiner Identitätsdiebstähle und Verleumdungen waren seiner Meinung nach Feinde dieser Meinungsfreiheit. Auch Australien habe er ausgesucht, weil es im gesamten englischsprachigen Raum die Meinungsfreiheit, seiner Ansicht nach, am stärksten einschränke. Nach eigenen Angaben leidet er an Zwangsstörungen und Depressionen. Das Gericht ordnete daraufhin Untersuchungshaft und eine psychiatrische Untersuchung an, um Goldbergs Prozessfähigkeit zu prüfen.
Im Dezember entschied das Gericht, Goldberg, der bereits früher mit Schizophrenie und Angststörungen diagnostiziert worden war, leide an Verfolgungs- und Größenwahn und sei nicht prozessfähig. Eine weitere Beobachtungsphase von vier Monaten für seinen mentalen Zustand wurde angeordnet.
Goldbergs mentaler Zustand wurde am 15. Juni 2016 erneut  geprüft  und wurde von Gefängnispsychiatern als "besser" beschrieben. Es bestehe eine "gute Chance", dass er wieder vor Gericht stehen könne. Eine weitere Statusaktualisierung war für den 15. Oktober 2016 geplant. Der Anwalt von Goldberg, Paul Shorstein, behauptete später, dass Goldberg Asperger-Syndrom hatte und mit klinischer Depression diagnostiziert worden war. Goldbergs Verteidigung behauptete später, dass Goldberg Autismus habe, eigentlich Journalist werden wolle und bei seinen Trolling-Aktivitäten "beeindruckende" journalistische Fortschritte gemacht habe. Am 20. Dezember 2017 bekannte sich Goldberg vor dem United States District Court for the Middle District of Florida schuldig, böswilligen Schaden und Zerstörung durch einen Sprengstoff eines Gebäudes versucht zu haben. Gemäß dem Plädoyer gab Goldberg auch an, einen Terroranschlag in Melbourne, Australien, geplant zu haben.
Am 25. Juni 2018 wurde Goldberg im Federal Correctional Complex, Butner in North Carolina, zu zehn Jahren Haft verurteilt, gefolgt von lebenslanger Parole nach seiner Freilassung.